# Mitra paupercula
Mitra (Strigatella) paupercula là một loài ốc biển, là động vật thân mềm chân bụng sống ở biển trong họ Mitridae, họ ốc méo miệng.

## Phân bố

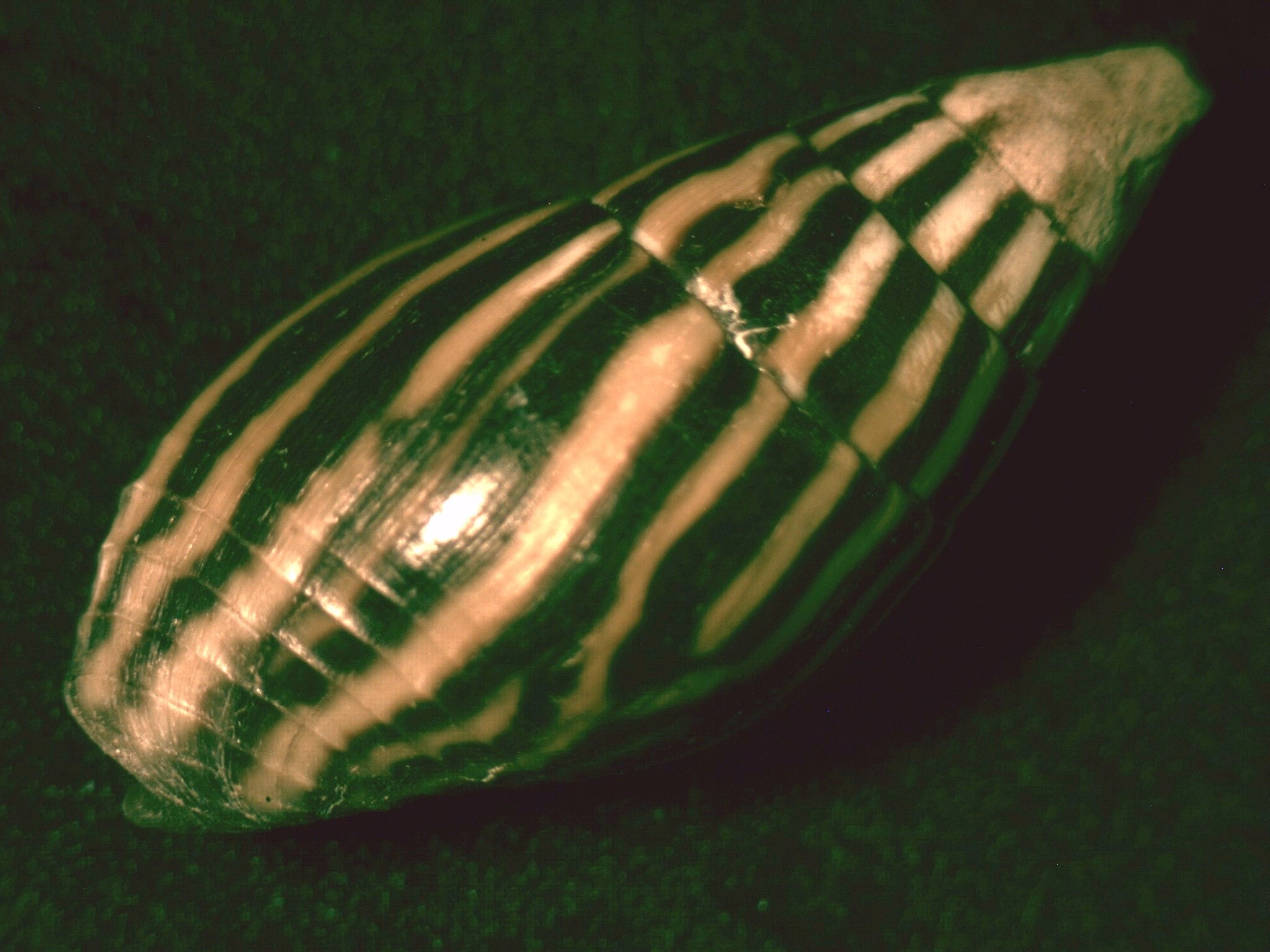
Mitra (Strigatella) paupercula

## Hình ảnh

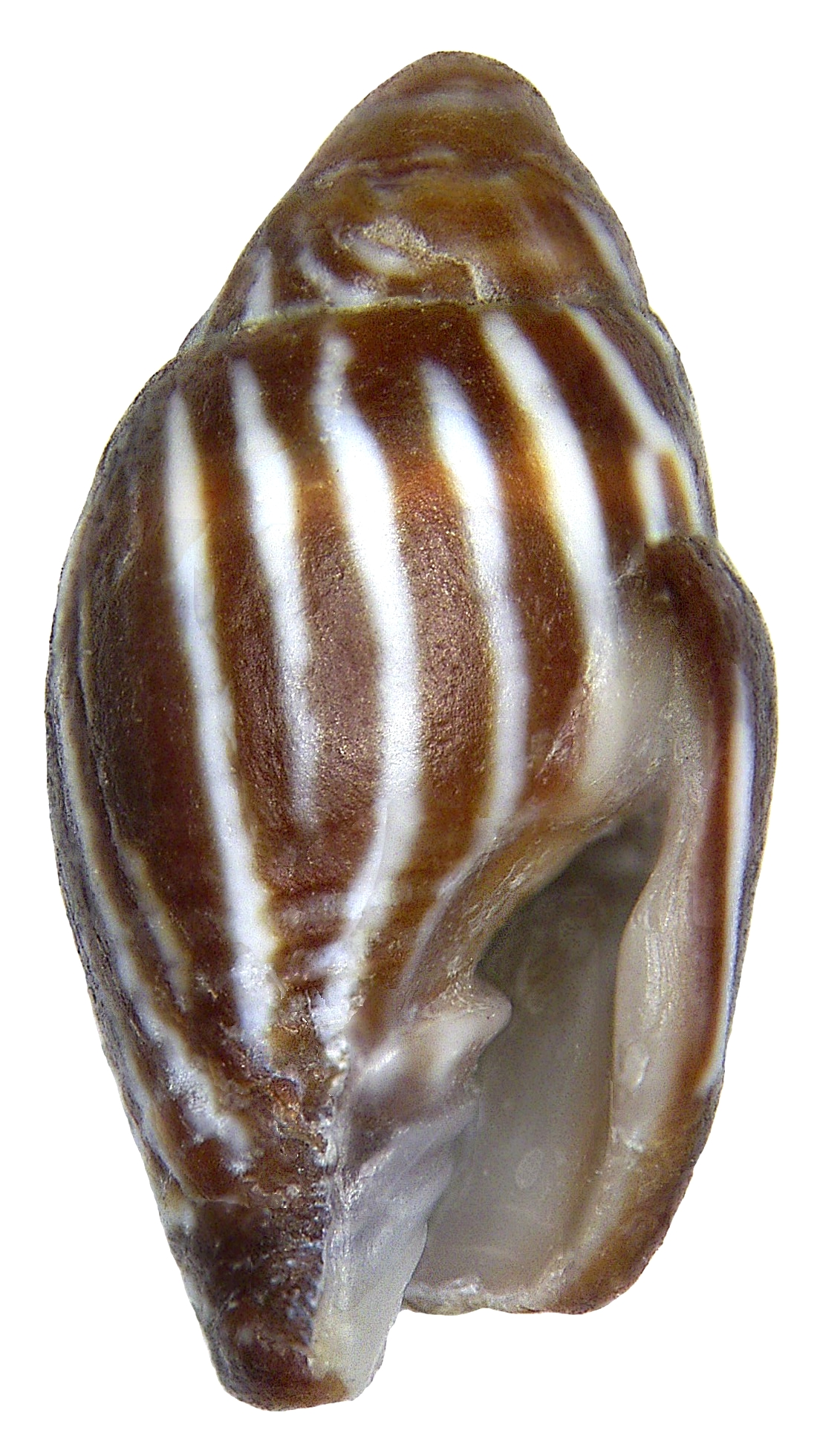
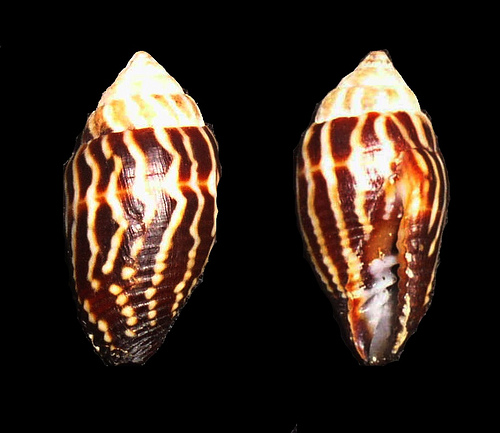
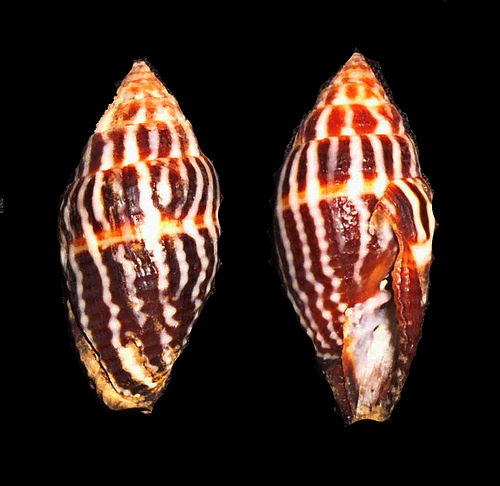